# Kel Kodheli
Kel Kodheli (ur. 24 grudnia 1920 we wsi Kodhel k. Szkodry, zm. 18 lutego 2006 w Tiranie) – albański malarz i grafik.

## Życiorys
W 1926 przeniósł się wraz z rodziną ze Szkodry do Tirany. Tam też na życzenie ojca podjął naukę w prowadzonej przez Amerykanów Szkole Technicznej Harry'ego Fultza, ale równocześnie pobierał lekcje rysunku u Odhise Paskalego. W latach 1939–1943 odbył studia z zakresu malarstwa w Akademii Sztuk Pięknych w Rzymie, gdzie kształcił się pod kierunkiem Carlo Siviero. Po powrocie do kraju przez 10 lat pracował na stanowisku grafika i projektanta wzorów monet w Banku Państwowym Albanii (alb. Banka e Shtetit). Stamtąd przeniósł się do Liceum Artystycznego Jordan Misja w Tiranie, gdzie do 1973 prowadził lekcje rysunku.
17 kwietnia 1945 w Tiranie otwarto pierwszą wystawę prac Kodhelego zatytułowaną "Matka męczenników", na której zaprezentowano prace powstałe w latach 1943-1945. Zbiór 35 obrazów autorstwa Kodheliego znajduje się obecnie w Narodowej Galerii Sztuki w Tiranie. Są wśród nich portrety przedstawiające wybitne postacie z historii Albanii (Shote Galica, Bajram Curri, Skenderbeu), a także typowe dla maniery socrealistycznej obrazy przedstawiające pracujących robotników i chłopów. Jednym z ostatnich jego dzieł był obraz Spotkanie Byrona z Alim Paszą.
Wyróżniony tytułem Zasłużonego Artysty (Artist i Merituar). W grudniu 2005 z rąk prezydenta Albanii Alfreda Moisiu otrzymał Order Honor Narodu (alb. Nderi i Kombit).